# Doriana Mandrelli
Doriana O. Mandrelli, dite Doriana Fuksas, née le 9 mars 1955 à Rome, est une architecte et designer italienne.

## Biographie
Doriana O. Mandrelli est née à Rome, elle est diplômée d'histoire de l'architecture de l'Université La Sapienza et de l'école Spéciale d'architecture de Paris.
Elle épouse Massimiliano Fuksas et à partir de 1985 elle devient sa collaboratrice au sein de leur agence. En 1997, elle nommée à la tête des équipes de design de l'agence. Ils conçoivent notamment l'église Saint-Paul-Apôtre de Foligno et un terminal de l'aéroport international de Shenzhen Bao'an, et rénovent le palais de l'Union Militaire.
Elle participe à la commission d'exposition de la 7e Exposition internationale d'architecture de Venise.
Elle est la mère de la réalisatrice italienne Elisa Fuksas (it).

## Décorations
Elle est nommée Chevalier de la Légion d'honneur par décret du 31 décembre 2019.

## Récompenses
- 2009 : Médaille d'or pour l'architecture italienne, avec Massimiliano Fuksas, Salle de musique Zénith, Strasbourg